# علم اجتماع المعرفة
علم اجتماع المعرفة أو سوسيولوجيا المعرفة (بالإنجليزية: Sociology of knowledge)‏ هو دراسة العلاقة بين الفكر الإنساني والسياق الاجتماعي الذي نشأ من خلاله، وهو أيضاً دراسة الآثار التي تُحدثها الأفكار السائدة على المجتمعات. لا يُعتبر علم اجتماع المعرفة مجالاً مُتخصّصاً في علم الاجتماع، ولكنّه يتعامل بدلاً من ذلك مع الأسئلة الأساسية المفتوحة حول مدى وحدود التأثيرات الاجتماعية على حياة الأفراد، والأساس الاجتماعي الثقافي لمعرفتنا عن العالم. يُعتبر علم اجتماع الجهل مُكملاً لعلم اجتماع المعرفة، بما يتضّمنه من دراسة الجهل وفجوات المعرفة وعدم المعرفة واعتبارها ميزات مُتأصّلة في صنع المعرفة.
وُجّه علم اجتماع المعرفة بشكل أساسي من قِبَل عالم الاجتماع إميل دوركهايم في بداية القرن العشرين. يرتبط عمله بطريقة مباشرة بكيفية تأثر الفكر التصّوري واللغة والمنطق بالمحيط الاجتماعي الذي نشأ منه. في عمل مُبكر شارك في كتابته مع مرسيل موس، يدرس كل من دوركايم وموس التصنيف البدائي «Primitive Classification» والأساطير الجماعية «البدائية» من أجل طرح المناقشة حول أن أنظمة التصنيف تقوم على أساس جماعي وبأن الانقسامات داخل هذه الأنظمة مُشتقة من الفئات الاجتماعية. في وقت لاحق، طوّرَ دوركهايم في «الأشكال الأولية للحياة الدينية- المنظومة الطوطمية في أستراليا» نظريته عن المعرفة، مع البحث حول كيف أن اللغة والمفاهيم والفئات (مثل المكان والزمان) التي تُستخدم في التفكير المنطقي لها أصل اجتماعي. في حين لم يصِغ أي من دوركهايم أو موس، أو يستخدم مصطلح «علم اجتماع المعرفة»، لذا فإن عملهما يُمثّل مساهمة أوليّة مهمة ضمن هذا المجال.
من المعروف أن مصطلح «علم اجتماع المعرفة» يُستخدم على نطاق واسع منذ عشرينيات القرن الماضي، عندما كتب عدد من علماء الاجتماع الناطقين باللغة الألمانية، ومن أبرزهم كارل ماركس وفردريك أنجلز، وماكس فيبر، وجورج زيميل، وماكس شيلر وكارل مانهايم، بشكل موسّع عن الجوانب الاجتماعية للمعرفة. مع هيمنة النّسق الاجتماعي خلال السنوات الوسطى من القرن العشرين، اتّجه علم اجتماع المعرفة نحو البقاء على هامش الفكر الاجتماعي السائد. جُدّد المصطلح وطبّق بشكل أقرب ما يكون إلى الحياة اليومية خلال فترة الستينيات من القرن الماضي، وخاصة عن طريق بيتر بيرغر وتوماس لوخمان في «ذا سوشال مونستركشن اوف رياليتي» في عام (1966)، وما زال مرجعاً أساسياً للأساليب التي تتعامل مع الفهم النوعي للمجتمع البشري (قارنه مع البناء الاجتماعي). تُعتبر دراسات «الأنساب» و«الأثرية» لميشيل فوكو، من التأثيرات الجديرة في العصر الحديث.

## لمحة تاريخية

### عصر التنوير
لا ينبغي التقليل من شأن عصر التنوير في تأثيرها على العلوم الاجتماعية. عندما عَمِل هؤلاء الفلاسفة على إجراء تحليل علمي للمجتمع، التزموا بعلم اجتماع الأفكار والقيم، وإن اعتُبِر التزامهم ذاك هو العقلانية الناقدة. سَعَتَ حركة التنوير من أجل التقدم والتغيير والعلمانية، ولكن قبل هذا كُلّه، سعت إلى الحرية، حرية الأفراد في تقرير مصيرهم. التزمت بمضمونها بالعلوم العملية مع الجنس البشري (مُعارضة الله أو الآلهة) وهذا هو المصدر الحقيقي للعلوم الاجتماعية. لم يكن هذا العلم الجديد مهتماً بالمعرفة الظاهرية أو الُمسبقة، ولكن في أعمال البشر: الممارسات الإنسانية والتنوع الاجتماعي والانتظام. وبالتالي، تلقّى الفكر الغربي حركة هامة نحو النسبية الثقافية، وأصبحت الدراسات العابرة للثقافات المنهجية المُهيمنة. الأهم من ذلك كله، هو أن العلوم الاجتماعية أُنشأت من قِبَل فلاسفة سعوا إلى تحويل الأفكار إلى أفعال وإلى توحيد النظرية والتطبيق في محاولة لإعادة هيكلة المجتمع ككلّ.

### وجهات نظر سابقة
يتطلّب علم اجتماع المعرفة وجهة نظر محددة أوضحها جيامباتيستا فيكو لأول مرة في كتابه «نيو ساينس»، والذي كتبه في أوائل القرن الثامن عشر، وكان ذو شأن كبير قبل أن يدرس علماء الاجتماع الأولين العلاقة بين المعرفة والمجتمع. في هذا الكتاب، والذي يُعتبر مُبرراً لمنهجية تاريخية واجتماعية جديدة، تتمحور فكرته الأساسية حول أن العالم الطبيعي والعالم الاجتماعي معروفان بطرق مختلفة. ذلك فإن العالم الطبيعي يُعرف من خلال الأساليب الخارجية أو التجريبية، في حين أن العالم الاجتماعي يمكن أن يكون معروفاً من الداخل والخارج. وبصيغة أخرى، فإن تاريخ البشرية يُعتبر بناء. وهذا يخلق تمييزاً معرفياً رئيسياً بين العالم الطبيعي والعالم الاجتماعي، والذي يُعتبر مفهوماً رئيسياً في العلوم الاجتماعية. يركز فيكو بشكل أولي على المنهجية التاريخية، ويؤكد أنه من أجل دراسة تاريخ المجتمع، فإنه لمن الضروري تجاوز تاريخ الأحداث من خلال دراسة العناصر الثقافية في المجتمع، والذي أُطلِق عليه اسم «العالم المُتمدّن». وهذا «العالم المُتمدّن»، المُكَوّن من أفعال وأفكار وأساطير وقواعد ومعتقدات دينية ومؤسسات، هو نتاج العقل البشري. نظراً لكون هذه العناصر مبنيّة اجتماعياً، يمكن فهمها بشكل أفضل من العالم المادي، تُفهم على أنها تجريدية. يُسلّط فيكو الضوء على أن الطبيعة البشرية ومنتجاتها ليست كيانات ثابتة وبالتالي تتطلّب منظوراً تاريخياً يؤكد التغييرات والتطورات الكامنة في الأفراد والمجتمعات. ويؤكّد على العلاقة الجدلية بين المجتمع والثقافة باعتبارها المفتاح في هذا المنظور التاريخي الجديد.
تُعتبر أفكار فيكو، رغم تخلّلها بنزعته الخاصة لعلم أصول الكلام، إلى جانب نظرية التاريخ الدوري (بالإيطالية: Corsi e ricorsi)، هامّة بالنسبة للفرضية الأساسية التي مفادها بأن فهمنا ومعرفتنا للبنية الاجتماعية يعتمدان على الأفكار والمفاهيم التي نوظّفها واللغة المُستخدمة. كان فيكو، الذي لم يكن معروفاً بشكل كبير في عصره، أوّل من أسّس مبادئ علم اجتماع المعرفة حتى لو يكن قد التزم بمفاهيمه كُتّاب لاحقون. توجد بعض الأدلة على أن مونتسكيو وكارل ماركس قرأا أعمال فيكو. ومع ذلك، فإن أوجه التشابه بين أعمالهم واضحة، ومُحدّدة بشكل رئيسي بالمفهوم الشامل لأعمالهم، والتي تتميز بالنسبيّة الثقافية والتاريخية.

## مدارس

### علم البيئة المعرفيّ
علم البيئة المعرفيّ هو مفهوم ناشئ عن إدارة المعرفة، ويهدف إلى «سدّ الفجوة بين مستودعات البيانات الثابتة لإدارة المعرفة والسلوك الديناميكي والتكيُّفي للأنظمة الطبيعية»، وعلى وجه الخصوص الاعتماد على مفهوم التفاعل والانبثاق. طُوّر كل من علم البيئة المعرفيّ، ومفهوم علم البيئة المُرتبط به، عن طريق أكاديميين ومُمارسين مختلفين مثل توماس اتش.ديفينبورت وبوني ناردي وشفيدلر.

### علم اجتماع المعرفة الحديث
يُقدّم علم اجتماع المعرفة الجديد (وهو نهج ما بعد الحداثة والذي ينظر إلى المعرفة على أنها ثقافة من خلال الاعتماد على التقاليد الماركسية والبّنيوية الفرنسية والبراغماتية (الذرائعية) الأمريكية)، مفاهيم جديدة تُبيّن كيف يتم تعميم المعرفة في العصر الحديث من خلال أنواع جديدة من المنظمات والبُنى الاجتماعية.

### نظرية الصياغة التشريعية
برزت نظرية الصياغة التشريعية (إل سي تي) كإطار لدراسة المعرفة والتعليم وتُستخدم الآن لتحليل مجموعة متعددة من الممارسات الاجتماعية والثقافية عبر سياقات مؤسسيّة ووطنية مختلفة بشكل متزايد، في داخل وخارج التعليم. إنها طريقة مبنية بشكل أساسي على أعمال كل من بازل برنشتاين وبيير بورديو. بالإضافة إلى أنها تدمج بين أفكار من علم الاجتماع (من بينها دوركهايم وماركس وفيبر وفوكولت)، واللغويات الوظيفية النظمية والفلسفة (مثل كارل بوبر والواقعية النقدية) والدراسات الثقافية المبكرة وعلم الإنسان (الانتربولوجيا) (خاصة ماري دوغلاس وإرنست غيلنر)، وغيرها من الأساليب.

### علم اِجتماع المعرفة في البلدان العربية
أسَّسَ د. محمَّد حسين الرفاعي، المفكر وعالِم الاِجتماع العراقي، سوسيولوجيا المعرفة في البلدان العربية من خلال مشروعه المعرفي [اِستنهاض- تساؤل- العلم- بالمجتمع- والإنسان] في المجتمعات العربية.[بحاجة لمصدر] وذلك بواسطة مؤلفاته كتاب "إشكالية التراث والحداثة في الفكر العربي المعاصر- مقدمة نظرية في قراءة المعرفة السوسيولوجية الآتية إلينا من بلدان العلم في الغرب (دراسة في إبستيمولوجيا السوسيولوجيا- عام 2016"، وكتاب "إبستيمولوجيا السوسيولوجيا- عام 2018"، وكتاب "مفهوم الآيديولوجيا وفكرة الثنائية في المعرفة السوسيولوجية الحديثة (بناء الموضوع- والمنهج)- عام 2020، وكتاب "ما هو المفهوم؟- مفهوم الآيديولوجيا وبناء المفهوم السوسيولوجي الحديث وإعادة بنائه- عام 2020، وكتاب "المعرفة والآيديولوجيا- في وحدة الإشكالية وتعدُّدها- إعادة بناء الموضوع والمنهج في حقل العلم- عام 2020، وكتاب "بنية البحث العلمي في الفلسفة، وعلوم المجتمع والإنسان- عام 2022"، وكتاب "المنهج والمنهجية في علوم المجتمع والإنسان- عام 2022"، وكتاب "المواطنية والديمقراطية في مجتمعات مأزومة (دراسة في سوسيولوجيا الدولة) - عام 2022، كتاب "أزمة الهوية والأخلاق في الفعل المجتمعي الجديد (دراسة في الإثيقا المجتمعية)- عام 2022).